# Paoa
Die Paoa ist eine Keule von den Osterinseln (auch Rapa Nui).

## Beschreibung
Die Paoa hat einen flachen Schlagkopf. Der Schlagkopf hat eine unebene Oberfläche und scharf geschliffene Ränder. Der Knauf der Paoa ist in der Form eines stilisierten, menschlichen Kopfes geschnitzt. Der geschnitzte Kopf gleicht dem Schlagkopf der Ua. Diese Keule wurde von den Einwohnern der Osterinseln, dem Volk der Rapanui, benutzt.